# Ocupación japonesa de Nauru
La ocupación japonesa de Nauru fue el período de tres años (26 de agosto de 1942–13 de septiembre de 1945) durante el cual Nauru, una pequeña isla aislada en el océano Pacífico administrada por Reino Unido, fue ocupada por el Ejército Imperial Japonés en el contexto de la Guerra del Pacífico y la Segunda Guerra Mundial. Esta invasión tenía un doble objetivo: el control de los recursos de fosfato de la isla y la construcción de una base que reforzara la presencia militar japonesa en la región. Si bien no lograron explotar el fosfato, los japoneses pudieron, por otro lado, atrincherarse en el territorio. Debido a esto, los estadounidenses renunciaron a desembarcar en el territorio en su ofensiva en el Pacífico. La infraestructura más importante que construyeron fue un aeródromo, cuya existencia fue la causa de numerosas incursiones aliadas. La guerra afectó duramente a la población de la isla. Aislada por la conquista estadounidense del Pacífico y superpoblada debido a la presencia de un gran número de soldados japoneses y trabajadores forzados, la isla experimentó un estado de hambruna. Las fuerzas de ocupación establecieron un régimen muy duro, particularmente con la población china de Nauru, muy discriminada por los japoneses. Los trabajos forzados estaban muy extendidos. La mayoría de la población de Nauru fue deportada a las islas Chuuk y experimentó un aumento de la tasa de mortalidad. La guarnición no se rindió hasta once días después de la rendición de Japón, al ser neutralizada por los bombardeos estadounidenses. Después de la guerra, los australianos retomaron el control de la administración de la isla. El costo fue elevado para la población de Nauru, ya que experimentó uno de los mayores descensos demográficos de su historia.

## Situación preguerra

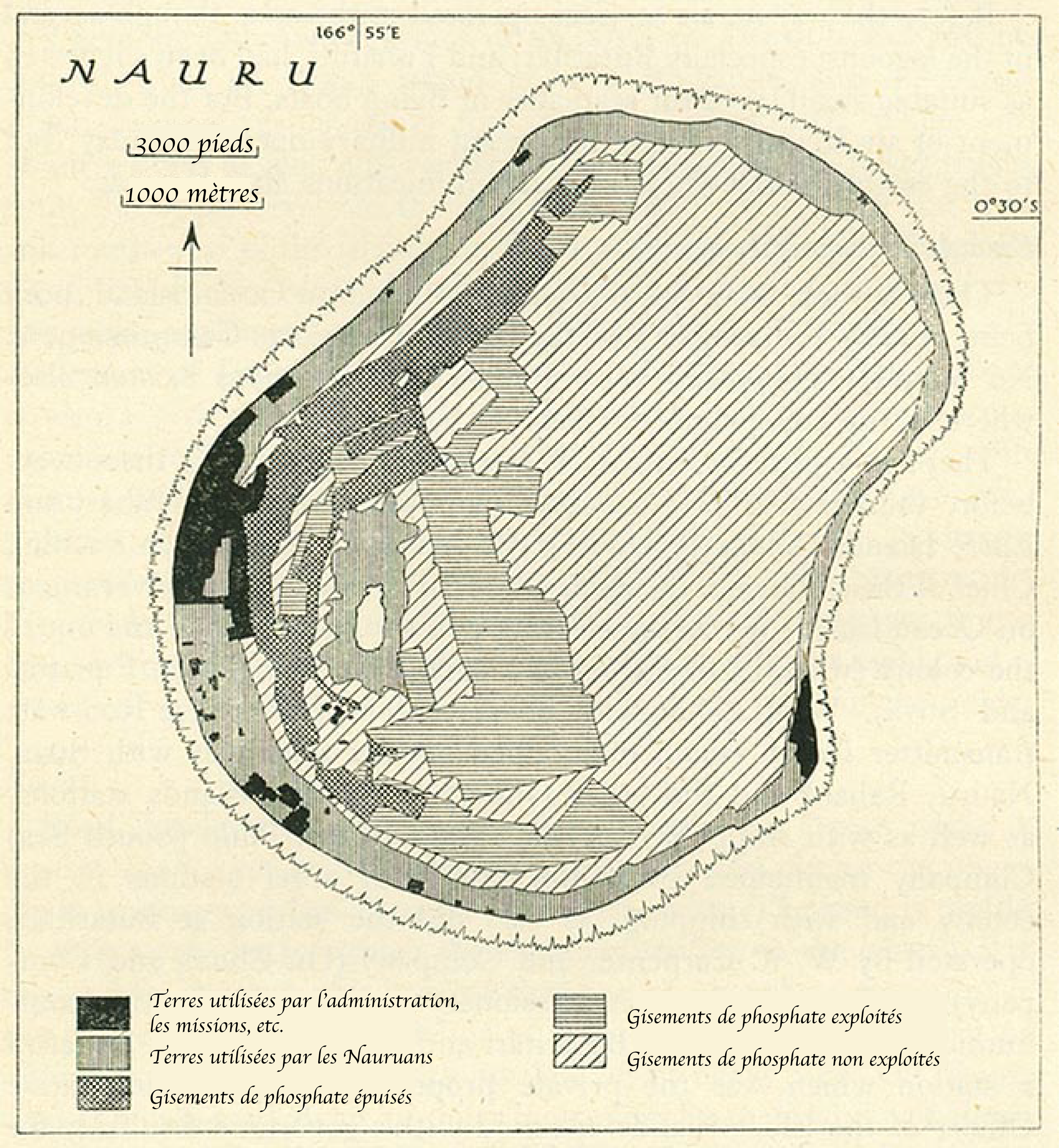
Mapa de Nauru en 1940 que muestra, con rayas horizontales, las áreas donde se extraía fosfato.

El fosfato comenzó a ser extraído de Nauru el año 1906, cuando la isla era colonia del Imperio alemán. El territorio era muy codiciado por este recurso, ya que se utiliza como fertilizante. A los pocos meses de comenzar la Primera Guerra Mundial, Australia ocupó militarmente la isla y, después de la derrota alemana al final de la guerra, Nauru se convirtió en uno de los mandatos de la Sociedad de Naciones bajo el control de la Corona británica y la administración efectiva por parte de Australia. La población nativa fue tratada de forma paternalista por la administración, las misiones cristianas y la Comisión Británica del Fosfato (CBF), que explotaba los recursos minerales de la isla. Los isleños mostraban poco interés por las actividades mineras y sus principales actividades económicas eran la pesca y la agricultura de subsistencia. La CBF contrató a muchos trabajadores extranjeros procedentes de China y archipiélagos del océano Pacífico.[cita requerida]
La sociedad nauruana se modernizó debido a la importación de bienes de consumo que, en cambio, aumentó su dependencia respecto al país oceánico. Comenzaron a obtener regalías por la extracción de fosfato en los años 1920, lo que les permitió cubrir sus necesidades básicas, pero su cuantía era ínfima en relación con los beneficios que obtenían las compañías por la venta de ese recurso. La población descendió debido a enfermedades para las que no estaban inmunizados. El 26 de octubre de 1932, la población nativa alcanzó la meta de 1500 personas que habían establecido como la necesaria para la supervivencia de la etnia. Esta fecha recibe el nombre de día de Angam.
A pesar de la importancia económica de Nauru para Nueva Zelanda y Australia, la isla quedó desprotegida; una cláusula del mandato de la Sociedad de las Naciones impedía la construcción de defensas costeras. El territorio, muy aislado geográficamente, no estaba bajo vigilancia constante de la Marina australiana y se encontraba fuera del alcance de las patrullas aéreas. Antes del estallido de las hostilidades en la Guerra del Pacífico, no parecía estar bajo amenaza directa.
El Imperio del Japón estaba firmemente arraigado al norte de Nauru dentro del amplio mandato de las islas del Pacífico y también suministraba a Nauru el fosfato de la CBF.
| Chinos                        | Occidentales | Oceánicos | Total de inmigrantes | Nauruanos | Población total |
| ----------------------------- | ------------ | --------- | -------------------- | --------- | --------------- |
| 1350                          | 192          | 49        | 1591                 | 1761      | 3552            |
| Fuente:Viviani, 1970, pp. 181 |              |           |                      |           |                 |

## Amenazas en Nauru

### Ataques alemanes

Los ataques alemanes a Nauru los días 7, 8 y 27 de diciembre de 1940.

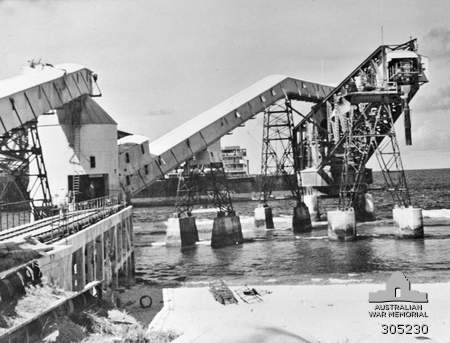
Fotografía en blanco y negro de una instalación industrial que sobresale sobre una masa de agua. La instalación parece dañada ya que grandes secciones de ella están inclinadas hacia el agua. Equipo de carga en voladizo de fosfato dañado tras el bombardeo alemán a Nauru el 27 de diciembre de 1940.

Los nauruanos tuvieron su primera experiencia de la Segunda Guerra Mundial en diciembre de 1940 cuando dos cruceros auxiliares de la Alemania nazi, buques mercantes convertidos en buques de guerra por adición de armamento y constituidos en buques civiles, se embarcaron en incursiones contra la isla. Sus ataques tenían por objeto detener la exportación de fosfato de Nauru y afectar así a la agricultura de Nueva Zelanda y Australia, que dependía en gran medida de este producto. La flotilla alemana formada por el Orion, el Komet y el Kumerland tenía la intención de desembarcar en la isla y destruir la infraestructura esencial. Sin embargo, debido a las malas condiciones climáticas, no se pudo llegar a la isla. Los ataques tuvieron lugar en dos etapas: entre el 6 y el 8 de diciembre los buques alemanes hundieron cinco cargueros que operaban alrededor de Nauru, luego, el 27 de diciembre uno de los cruceros regresó para bombardear el puerto de Aiwo y las estructuras adyacentes. Los daños causados provocaron una interrupción de diez semanas de la exportación de fosfato de Nauru y aumentaron las medidas de vigilancia marítima en toda la región. Las autoridades australianas también decidieron enviar un pequeño destacamento de 50 soldados australianos equipados con dos cañones de campaña para evitar que se repitiera la incursión alemana.
La decisión de evacuar a las mujeres y niños extranjeros de la isla se tomó en marzo de 1941. El 27 de julio, fueron llevados a Australia bajo la protección de HMAS Westralia. El 3 de noviembre, el último buque de transporte cargado con fosfato salió de la isla.

### Japón entra en guerra
Para el Imperio del Japón, la importancia de Nauru era doble: por un lado codiciaban los depósitos de fosfato de la isla, y por otro lado Nauru era una buena base para desde la cual llevar a cabo ataques aéreos contra las islas Gilbert y cortar la ruta marítima entre Australia y América del Norte.
El 7 de diciembre de 1941, tuvo lugar el ataque a Pearl Harbor, marcando la entrada en la guerra del Imperio del Japón contra los Estados Unidos. El día 8 (que de hecho corresponde al mismo día, por la línea de cambio de fecha que separa los dos territorios), se vio un avión de reconocimiento japonés sobre la isla. El 9 de diciembre de 1941 tuvo lugar la primera ofensiva: tres aviones de Islas Marshall bombardearon la estación de radiocomunicaciones en la isla sin poder hacer ningún daño. Los nauruanos, advertidos por Banaba, ubicada 350 kilómetros al este, tenían tiempo para refugiarse. Al día siguiente, otro avión regresó, con el mismo objetivo. El tercer día, cuatro aviones japoneses aparecieron en el cielo de Nauru y finalmente lograron destruir la estación de radiocomunicaciones. En tres días, 51 bombas cayeron cerca o sobre la estación. Después de esta operación, el gobernador Chamlers envió un mensaje a Canberra diciendo que cree que los japoneses no han tratado de destruir las instalaciones mineras de fosfato porque tienen un claro interés en Nauru. Después de estos primeros bombardeos, todos los contactos marítimos entre Nauru y el resto del mundo se interrumpieron. El barco Trienza de la CBF, encargado de reabastecer la isla, fue retirado. Hasta finales de febrero de 1942, Nauru recibió visitas diarias de aviones de reconocimiento japoneses. En el resto del océano Pacífico, el avance japonés seguía. Ocuparon las islas Gilbert al noreste de Nauru en la Navidad de 1941, y en enero de 1942, tomaron Rabaul, una ciudad en Papúa Nueva Guinea ubicada al sur de Nauru, donde establecieron una importante base. La isla quedó entonces atrapada entre los dos frentes japoneses. El 19 de febrero de 1942 tuvo lugar el bombardeo de Darwin: por primera vez en su historia Australia fue atacada en su suelo por una potencia extranjera. El anuncio de esta operación dejó a la población de la isla temiendo por su vida.

### Evacuación de occidentales y chinos

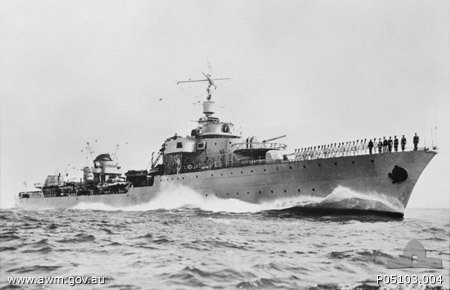
Le Triomphant, el barco de las fuerzas navales de la Francia Libre que evacuó parcialmente Nauru en febrero de 1942.

Después de que el Imperio del Japón entró en la guerra, los líderes de la CBF instaron al gobierno australiano a que le ayudara a evacuar su personal. Sin embargo, las autoridades fueron lentas en reaccionar. Hay informes de que la invasión de la isla por el poder enemigo fue improbable debido a la falta de un puerto y un aeródromo de aguas profundas. Su reticencia también se debía a su creencia de que la retirada de todos los europeos resultaría en una pérdida de prestigio para Australia entre los nauruanos después de la guerra. La decisión se tomó finalmente a finales de enero de 1942. El plan inicial preveía la evacuación de todos los occidentales, así como de los chinos. Debido a la creciente presencia de barcos japoneses en la zona, la evacuación se confió al barco Le Triomphant de las Fuerzas navales de la Francia Libre, uno de los más rápidos de la época. El 21 de febrero, se unió al Trienza de la CBF, que lo esperaba camuflado en una bahía de la isla de Malakula en las Nuevas Hébridas, y cargó 50 toneladas de alimentos para Nauru. Luego se dirigió hacia la isla y llegó el 23 del mismo mes. La descarga de los alimentos y el aumento de los civiles se hicieron lo más rápido posible. Contrariamente al plan inicial, se decidió no embarcar a todos los chinos por el pequeño tamaño del barco. 61 europeos, 391 chinos y 49 miembros de la guarnición británica estaban a bordo, 191 chinos se quedaron atrás después de que se les prometiera volver por ellos, lo que no se haría debido a operaciones militares. Antes de irse, los ejecutivos de la CBF sabotearon la infraestructura de la minería de fosfato.

## Ocupación

### 1942: establecimiento japonés

#### Desembarco
Un intento de invadir Nauru y Banaba, la operación RY, fue planeado para mayo de 1942. Una flota japonesa tomó la salida de Rabaul. Los estadounidenses, advertidos de la incursión por la interceptación de las comunicaciones enemigas, enviaron a Nauru los portaaviones USS Hornet y USS Enterprise, un despliegue de fuerza que hizo que la Marina japonesa abandonara la incursión.
El respiro fue de corta duración. El 17 y 18 de agosto de 1942, los estadounidenses atacaron Makin, lo que puso de manifiesto la debilidad de la defensa japonesa en las islas Gilbert. Por lo tanto, los japoneses decidieron consolidar su presencia en la región estableciendo bases en las islas abandonadas por los Aliados. Es con esto en mente que planearon la toma de Nauru. El 23 de agosto, nueve aviones bombardearon la isla en tres oleadas durante el día, luego el crucero Ariake terminó el trabajo por la noche. Chalmers, el gobernador de la isla, levantó la bandera blanca en el puerto y en el edificio del gobierno a las 2:30 a. m. del 24 de agosto.
El buque de guerra japonés reapareció la noche siguiente a las 9:30 p. m., momento en el que Chalmers indicó su voluntad de rendirse. Instantes después, envió emisarios a bordo de la nave para negociar la rendición. A medianoche, los primeros doce soldados y sus oficiales desembarcaron en la isla. Su primera acción fue ir a la estación de radiocomunicaciones y destruir todos los receptores menos uno. Luego, a la una de la mañana del 26 de agosto de 1942, izaron la bandera japonesa por primera vez, y esta fecha marcó oficialmente el comienzo de la ocupación japonesa de Nauru.
Una fuerza expedicionaria de dos compañías de la 43.ª fuerza de las islas Carolinas, formada por 300 soldados japoneses dirigidos por el teniente Nakayama Hiromi, desembarcó un día después de tomar posesión de la isla. La primera medida tomada por los ocupantes fue poner inmediatamente bajo arresto domiciliario a los cinco occidentales que trabajaban para la administración o la CBF. Parte de la población de Nauru huyó del densamente poblado suroeste de la isla para refugiarse en el bush del noreste. Los soldados japoneses fueron enviados en viajes de inspección alrededor de la isla y fue entonces cuando los primeros contactos con la población local tuvieron lugar. No dudaron en abofetear a los que no inclinaban la cabeza al pasar.

#### Nuevo orden
Poco después de su llegada, los japoneses pusieron a los nauruanos bajo el mando de Timothy Detudamo, a quien se les ordenó obedecer, o de lo contrario serían «desollados y tratados como cerdos». Detudamo era un respetado líder de Nauru que había ocupado puestos de responsabilidad antes de la guerra. Bajo el régimen japonés, no tenía autonomía; su papel era solo cumplir las órdenes de los ocupantes. Los incidentes se pagaban caro, los nauruanos fueron testigos de la decapitación de varios chinos, gilbertinos y japoneses que no siguieron las órdenes. Los ocupantes requisaron varias casas abandonadas por sus habitantes cuando desembarcaron, así como todos los vehículos propiedad de los nauruanos. Establecieron un sistema de racionamiento. Los trabajadores nauruanos y japoneses tenían derecho a 900 gramos de arroz y 45 gramos de carne de vacuno por día, mientras que a los chinos se les daba raciones más pequeñas. Todos los hombres fueron forzados a trabajar obligatoriamente. Se les encomendó, junto con los trabajadores japoneses y coreanos, construir un aeródromo a una alta velocidad y eran golpeados cuando los ocupantes los consideraban demasiado lentos. Sin embargo, el régimen con el que se sometió a los nativos, aunque severo y en contraste con la actitud paternalista de los antiguos colonizadores australianos, no alcanzó el grado de crueldad que existía en otras zonas ocupadas por Japón. Los ocupantes trataron de ganarse a los habitantes para su causa mezclando propaganda, medidas educativas y entretenimiento. Abrieron una escuela en japonés, idioma que muchos nauruanos aprendieron durante la guerra, trajeron a bailarines de Nauru para sus celebraciones, proporcionándoles así ingresos, e invitaron a los isleños a asistir a sesiones en las que se transmitían noticias japonesas. También decidieron permitir la libertad de movimiento de los dos sacerdotes europeos y que se celebraran servicios religiosos, además de renovar los contratos de algunos antiguos empleados de la administración colonial. Por otro lado, los japoneses colocaron a los chinos en el fondo de su jerarquía racial y los trataron muy duramente. Estaban subalimentados y eran golpeados más a menudo y más severamente que otros habitantes.

#### Grandes obras

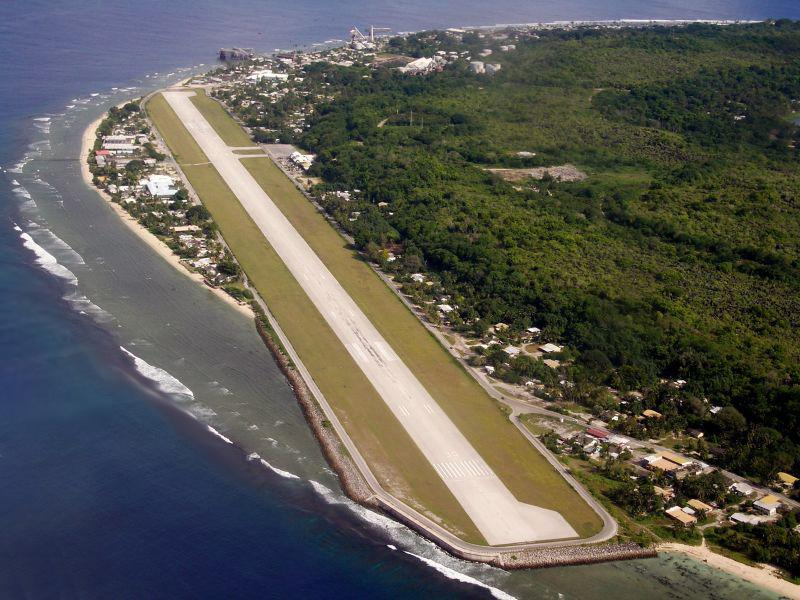
El aeropuerto internacional de Nauru en el, un legado de la ocupación japonesa.

La organización de la defensa de la isla fue la primera tarea de los ocupantes, establecieron cañones de 152 milímetros en la costa y ametralladoras antiaéreas de 12,7 milímetros en la cima de la isla, Command Ridge. Se construyeron blocaos en las playas, búnkeres en el interior y un hospital subterráneo. Su logro más importante sigue siendo la construcción de una pista de aterrizaje, que es el origen del actual aeropuerto internacional de Nauru. Para llevar a cabo este trabajo, trajeron 1.500 japoneses y coreanos y 300 trabajadores forzados de Nauru y las islas Gilbert. Su construcción en la estrecha franja costera provocó la expulsión de muchos nauruanos de los distritos de Boe y Yaren, donde se encuentra la mejor tierra de la isla. La pista de aterrizaje comenzó a funcionar en enero de 1943. Otras dos pistas fueron comenzadas en Meneng y Anabar pero quedaron sin terminar.
Los japoneses también pretendían aumentar la producción de fosfato. El 29 de agosto de 1942, pocos días después de la invasión japonesa, 72 empleados japoneses de la Compañía de Desarrollo del Mar del Sur (en japonés: 南洋興発株式会社, Nan'yo Kōhatsu Kabushiki Kaisha) desembarcaron para evaluar el estado de las instalaciones de producción de fosfatos. Fueron recuperadas algunas partes de la máquina y ordenaron a unos chinos recoger fosfato. En junio de 1943, los enviados de la compañía abandonaron el lugar tras un problema con los militares. Al parecer no se exportaron cargamentos de fosfato durante toda la ocupación japonesa.
Por lo tanto, Nauru solo se utilizó como un enlace en la línea de defensa japonesa en el océano Pacífico central.

### 1943-1944: Ofensiva estadounidense, deportaciones y autarquía
Los aliados comenzaron a recuperar la ventaja en el Océano Pacífico durante 1942 en la batalla del mar del Coral en mayo. En respuesta a esta amenaza, Japón mejoró sus fuerzas en la región reorganizando su cuarta flota a cargo de la defensa del Pacífico Sur. En Nauru, la fuerza de ocupación fue disuelta y reemplazada por la 67.ª Guardia Naval, comandada por el capitán Takenouchi Takenao, uno de cuyos elementos estaba estacionado en Banaba. El teniente Nakayama a cargo de la primera fuerza de ocupación se convirtió en el segundo en la jerarquía de mando, pero tenía el poder real debido al deterioro de la salud del capitán Takenouchi, que fue reemplazado cuatro meses después por el capitán Soeda Hisayuki.
El primer gran bombardeo en Nauru tuvo lugar el 25 de marzo de 1943, destruyendo quince aviones japoneses estacionados en el aeródromo y dañando las instalaciones del aeropuerto. En represalia, los japoneses decapitaron a los cinco prisioneros australianos, incluido el administrador de la isla Frederick Royden Chalmers. El 20 de abril, un grupo de 22 bombarderos B-24 de la séptima USAAF aterrizó en la isla durante una incursión de más de 1,000 millas náuticas desde Funafuti en las islas Gilbert y Ellice, causando, a pesar de una activa defensa aérea japonesa, daños considerables a la pista y a las instalaciones de procesamiento de fosfato.

## Reconstrucción
La reactivación de la industria del fosfato fue un objetivo prioritario de la Comisión Británica del Fosfato, pero las operaciones de limpieza de las cicatrices de la guerra debieron llevarse a cabo de antemano. Algunas de las primeras tareas del ejército fueron verter gasolina y quemar plantaciones de calabaza, modificadas con excrementos humanos por los japoneses en toda la isla, y esparcir DDT para exterminar moscas.